# Випавски Криж
Випавски Криж (словен. Vipavski Križ итал. Santa Croce di Aidùssina, је насеље у општини Ајдовшчина, покрајини Приморска која припада Горишкој регији Републике Словеније.
Насеље површине 0,4849 км², налази се на брежуљку на надморској висини од 177,7 метара У насељу према попису из 2002. живео 181 становник.
Насеље датира из 15. века. Некадашњи господари грофови Торијани опасали су насеље са зидинама, које су служиле за одбрану од Турака. У време Аустроугарске насеље је добило статус града.
У насељу се налази дворац на врху брежуљка, капуцински сасмостан са црквом св. Фрање Асишког из 1643. и капела Светог Крижа саграђена 1682. године у готском стилу. Најстарији део Крижа са уским улицама и ниским зградама настрадао је у пожару. Обновљен је, али је очувано мало оригиналних готских елемената..